# Organisation de la lutte du Kurdistan iranien
 (avril 2023).

Organisation de lutte du Kurdistan d'Iran ( kurde : سازمانى خه‌باتى كوردستانى ئێران   , persan : سازمان خبات انقلابی کردستان ایران   ) (Sazman-e Khabat), est une organisation politique et militaire de Kurdes d'Iran, exilés dans le nord de l'Irak. Le groupe mène actuellement des attaques transfrontalières contre les forces iraniennes. L'organisation a été créée  27 août 1980 (1359 selon le calendrier hégirien) sous la direction de Jalaluddin Hosseini, un religieux sunnite kurde iranien, et avec l'aide de plusieurs religieux enseignants.

## Idéologie
La création de l'Organisation Khabat était un événement nouveau. Avant et pendant la Révolution iranienne, ceux qui ont participé à la lutte politique et armée au Kurdistan iranien étaient principalement des militants nationalistes, gauchistes et socialistes, influencés par la pensée communiste. Mais comme la République islamique d'Iran compte douze imams chiites, chose difficilement acceptable pour les Kurdes qui sont sunnites, l'existence d'une organisation à la fois nationaliste et islamique (sunnite) a été jugée nécessaire. Les Kurdes engagés dans cette nouvelle organisation croyaient que c'était le moyen d'obtenir leurs droits et que la laïcité n'apporterait rien,.

## Nom
Le nom de cette organisation était à l'origine l'Organisation de lutte nationale et islamique du Kurdistan iranien (Khabat). Cependant, lors du troisième congrès de l'organisation en 2003, qui s'est tenu dans la ville de Tobzava (Rozgari) près d'Erbil au Kurdistan irakien, son nom a été changé en Organisation Khabat du Kurdistan iranien.